# Tat'jana Veškurova
Tat'jana Leonidovna Veškurova (in russo Татьяна Леонидовна Вешкурова?; Perm', 23 agosto 1981) è una velocista russa.

## Palmarès
| Anno | Manifestazione | Sede       | Evento      | Risultato  | Prestazione | Note |
| ---- | -------------- | ---------- | ----------- | ---------- | ----------- | ---- |
| 2006 | Europei        | Göteborg   | 400 m piani | Argento    | 50"15       |      |
| 2006 | Europei        | Göteborg   | 4×400 m     | Oro        | 3'25"12     |      |
| 2007 | Europei indoor | Birmingham | 400 m piani | 5ª         | 51"96       |      |
| 2007 | Mondiali       | Osaka      | 400 m piani | Semifinale | 50"71       |      |
| 2007 | Mondiali       | Osaka      | 4×400 m     | 4ª         | 3'20"25     |      |
| 2008 | Olimpiadi      | Pechino    | 4×400 m     | dq         | dq          |      |
| 2012 | Europei        | Helsinki   | 4×400 m     | 6ª         | 3'28"36     |      |
| 2013 | Europei indoor | Göteborg   | 4×400 m     | Argento    | 3'28"18     |      |
| 2014 | Europei        | Zurigo     | 400 m piani | Semifinale | 52"93       |      |
| 2014 | Europei        | Zurigo     | 4×400 m     | 4ª         | 3'25"02     |      |

## Altre competizioni internazionali
2006
- Coppa Europa di atletica leggera ( Malaga)

2008
- Coppa Europa di atletica leggera ( Annecy)